# Paul Cressonnois
Pour les articles homonymes, voir Cressonnois.
Paul-Victor Cressonnois, né à Versailles le 26 avril 1849 et mort dans le 19e arrondissement de Paris le 19 novembre 1904, est un compositeur français.

## Biographie

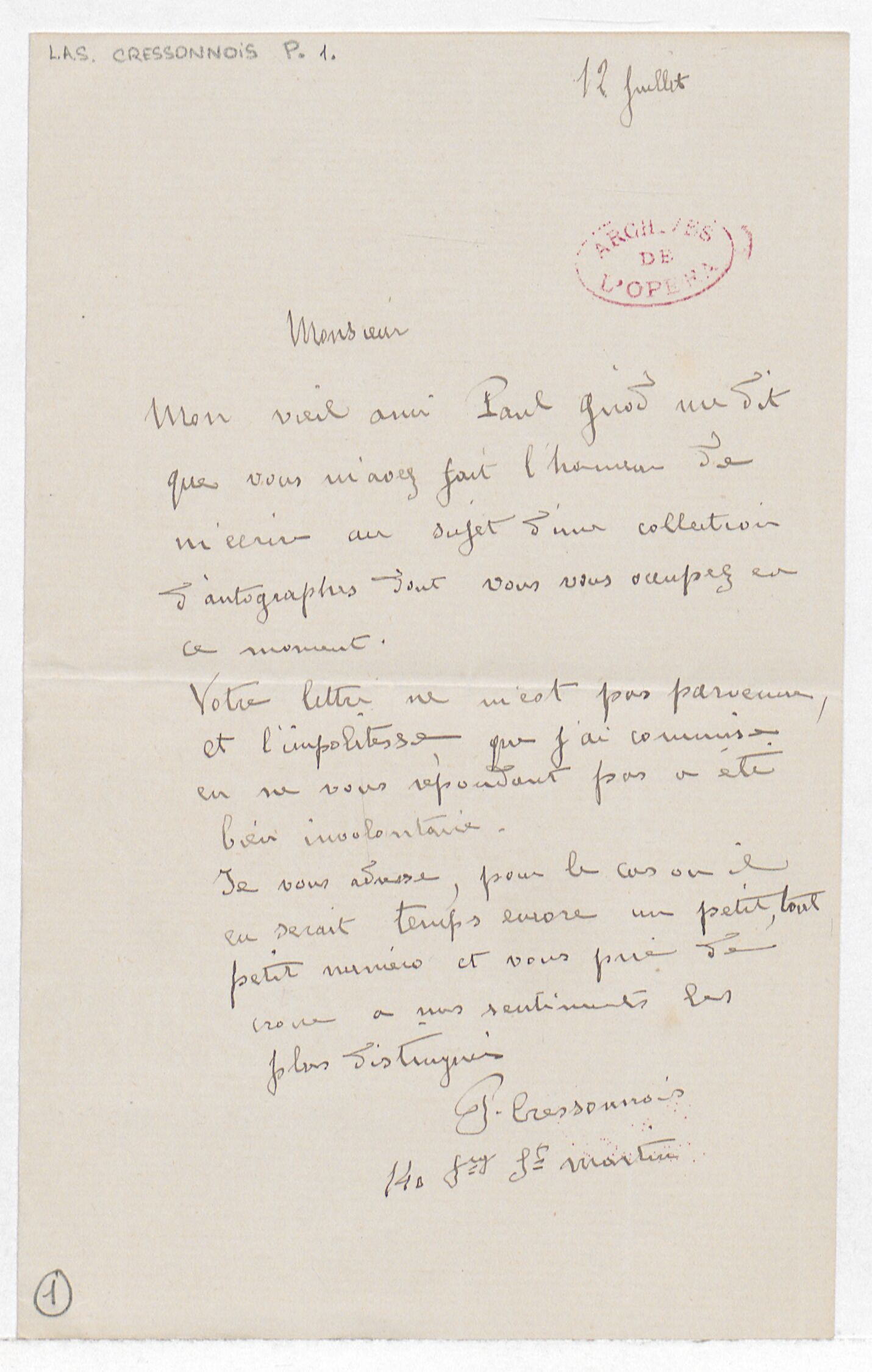
Lettre autographe signée de Paul Cressonnois à Charles Malherbe, Paris, 12 juillet 1900.

Fils de Jules Cressonnois, il étudie au Conservatoire de Paris où il obtient en 1874  un second accessit d'harmonie et accompagnement. Dès 1875, il fait représenter au théâtre des Familles à Paris l'opérette en un acte Une nuit à Séville suivie en 1977 par l'opérette Mac-Hulott, jouée au théâtre des Folies-Bergère.
Paul Cressonnois est le compositeur d'une centaine de morceaux pour piano dont de nombreuses danses, mais aussi des sérénades, des berceuses, etc., des musiques de chansons et des compositions pour pièces de boulevard telles La Maison du baigneur d' Auguste Maquet, mise en scène par Louis Péricaud (1902) ou une adaptation d' Hamlet de William Shakespeare en 1886.

## Œuvres
- 1885 : Les Chinoiseries de l'année, revue en 1 acte et 4 tableaux, avec Albert Cahen, musique de Paul Cressonnois, Concert de Ba-ta-clan, 31 décembre
- 1890 : Marie Stuart, drame en cinq actes et huit tableaux, avec Lucien Cressonnois, musique de Paul Cressonnois, Théâtre du Château-d'Eau, 8 octobre[3]